# Chile en los Juegos Olímpicos de Sankt-Moritz 1948
Chile participó en los Juegos Olímpicos de Sankt-Moritz 1948 por un total de 4 atletas (masculinos) que compitieron en esquí alpino.
El equipo olímpico chileno no obtuvo ninguna medalla en estos Juegos.

## Esquí alpino
Masculino
| Atleta            | Evento   | 1ª manga   | 2ª manga  | Total     | Total     |
| Atleta            | Evento   | Tiempo     | Tiempo    | Tiempo    | Posición  |
| ----------------- | -------- | ---------- | --------- | --------- | --------- |
| Gonzalo Domínguez | Descenso | —          | —         | 4:08,3    | 83        |
| Jaime Errázuriz   | Descenso | —          | —         | 3:56,4    | 78        |
| Jaime Errázuriz   | Eslalon  | No terminó | No avanzó | No avanzó | No avanzó |
| Arturo Hammersley | Descenso | —          | —         | 3:54,1    | 74        |
| Arturo Hammersley | Eslalon  | 1:49,2     | 1:26,9    | 3:16,1    | 54        |
| Hernán Oelckers   | Descenso | —          | —         | 3:40,2    | 59        |
| Hernán Oelckers   | Eslalon  | 1:44,2     | 1:24,8    | 3:09,0    | 52        |

| Atleta            | Evento    | Eslalon  | Eslalon  | Eslalon  | Total (descenso + eslalon) | Total (descenso + eslalon) |
| Atleta            | Evento    | Tiempo 1 | Tiempo 2 | Posición | Puntos                     | Posición                   |
| ----------------- | --------- | -------- | -------- | -------- | -------------------------- | -------------------------- |
| Gonzalo Domínguez | Combinado | –        | –        | –        | No terminó                 | –                          |
| Arturo Hammersley | Combinado | 2:02,5   | 1:35,5   | 63       | 69,32                      | 57                         |
| Jaime Errázuriz   | Combinado | 1:41,1   | 1:34,6   | 57       | 60,91                      | 52                         |
| Hernán Oelckers   | Combinado | 1:33,6   | 1:21,6   | 39       | 42,83                      | 38                         |